# Tarcisio Isao Kikuchi

Tarcisio Isao Kardinal Kikuchi SVD (2024)

Erzbischofswappen von Tarcisio Isao Kikuchi

Tarcisio Isao Kardinal Kikuchi SVD (jap. タルチシオ 菊地 功, Taruchishio Kikuchi Isao; * 1. November 1958 in Miyako, Präfektur Iwate) ist ein japanischer Ordensgeistlicher, römisch-katholischer Erzbischof von Tokio sowie Präsident der Caritas Internationalis.

## Leben
Tarcisio Isao Kikuchi wuchs im Norden Japans in der Pfarrei seiner Heimatgemeinde auf. Durch den dortigen Pfarrer, einen Schweizer Missionar, fühlte er sich früh zu einem geistlichen Weg berufen. Er trat der Ordensgemeinschaft der Steyler Missionare bei, legte im März 1985 die Profess ab und empfing am 15. März 1986 das Sakrament der Priesterweihe. Im selben Jahr wurde er als Missionar nach Ghana entsandt und wirkte bis 1992 im Erzbistum Accra. Anschließend kehrte er nach Japan zurück und wurde 1994 Kanzler der Ordensprovinz der Steyler Missionare. 1999 wurde Kikuchi zum Ordensprovinzial der Steyler Missionare in Japan gewählt.
Papst Johannes Paul II. ernannte ihn am 29. April 2004 zum Bischof von Niigata. Der Erzbischof von Tokio, Peter Takeo Okada, spendete ihm am 20. September desselben Jahres die Bischofsweihe; Mitkonsekratoren waren Rafael Masahiro Umemura, Bischof von Yokohama, und Marcellino Taiji Tani, Bischof von Saitama.
Papst Franziskus ernannte ihn am 13. September 2014 zum Mitglied der Kongregation für die Evangelisierung der Völker.
Am 25. Oktober 2017 ernannte ihn Papst Franziskus zum Erzbischof von Tokio. Die Amtseinführung fand am 16. Dezember desselben Jahres statt. Das vakante Bistum Niigata verwaltete er bis zur Bischofsweihe seines Nachfolgers Paul Daisuke Narui SVD am 22. September 2020 als Apostolischer Administrator.
Seit März 2022 ist Tarcisio Isao Kikuchi zudem Vorsitzender der Japanischen Bischofskonferenz. Im Mai 2023 wurde Tarcisio Isao Kikuchi zum Präsidenten von Caritas Internationalis gewählt.
Am 7. Dezember 2024 nahm Papst Franziskus ihn als Kardinalpriester in das Kardinalskollegium auf. Als Titelkirche wies ihm der Papst die Kirche San Giovanni Leonardi zu.
Am 11. Januar 2025 berief ihn Papst Franziskus zum Mitglied des Dikasteriums für die Kommunikation. Nach dem Tod von Papst Franziskus nahm Kardinal Kikuchi am Konklave 2025 teil, das Leo XIV. wählte.
In einem Interview im Oktober 2024 anlässlich seiner bevorstehenden Kardinalskreierung äußerte Kikuchi die Auffassung, dass sich das Zentrum der katholischen Kirche in den globalen Süden verlagert habe. Er spricht sich für die Förderung des interreligiösen Dialogs in Asien aus.
Papst Leo XIV. ernannte ihn am 3. Juli 2025 zum Mitglied des Dikasteriums für den Interreligiösen Dialog.